# 花形進
花形 進（はながた すすむ、1947年1月21日 - ）は、日本の元プロボクサー。神奈川県横浜市出身。第20代・第22代日本フライ級王者。元WBA世界フライ級王者。右ボクサーファイター。現役時代は横浜協栄ボクシングジム（現・神奈川渥美ボクシングジム）所属。現在は花形ボクシングジム会長。

## 人物
地味な試合運びと決定力不足から、10回戦出場までに31戦（4回戦を16戦、6回戦を11戦、8回戦を4戦）、4年間を費やした。しかし、10回戦以降は出入りの早いボクシングを会得、大場政夫などと互角に渡り合う実力を発揮。日本王座陥落後には限界説も囁かれたが、デビューから11年目、5度目の挑戦でついに世界王座を獲得した遅咲きのボクサー。
世界戦の戦績は8戦1勝7敗であったが、世界戦での敗戦は全て判定決着でありKO負けは一度もなかった。

## 来歴
- 1963年11月1日 プロデビュー。年齢を1歳ごまかしてプロテストを受験した[5]。
- 1968年
  - 1月25日 初の10回戦に8回KO勝利を収めた。ここまでの戦績は15勝8敗8分、勝率4割8分であったが、この試合を契機に飛躍を始めた。
  - 9月2日 後の世界王者大場政夫とのノンタイトル10回戦に判定勝ちを収めた。

### 日本王座獲得
- 1969年
  - 4月7日 日本フライ級王者スピーディ早瀬に挑戦。10回判定勝ちで王座を獲得した。この後、同王座を4度防衛した。
  - 6月20日 WBC世界フライ級王者アラクラン・トーレス（メキシコ）とノンタイトルマッチで対戦し、10回判定勝ち。11月28日、トーレスとタイトルマッチで再戦し、15回判定負けで王座獲得ならず[6]。
- 1971年4月30日 エルビト・サラバリア（フィリピン）の持つWBC世界フライ級王座に挑戦。15回判定負けで王座獲得ならず[6]。
- 1972年
  - 3月4日 大場政夫の持つWBA世界フライ級王座に挑戦。接戦の末15回判定負けで王座獲得ならず[6]。
  - 7月3日 幅修を迎えての日本王座5度目の防衛戦に8回KO負けを喫し、王座を失った。限界説も囁かれたが、同年10月6日に行われたリマッチに10回判定勝利を収め、王座を奪還した。
- 1973年10月27日 大場の死後WBA世界フライ級王座を獲得したチャチャイ・チオノイ（タイ）に挑戦。15回判定負けで王座獲得ならず[6]。

### 世界王座獲得
- 1974年10月18日 チャチャイ・チオノイの持つWBA世界フライ級王座に挑戦。この試合前の当日計量ではチャチャイが体重超過により王座剥奪となっていた。前王者となったチャチャイに6回KO勝ちを収め、5度目の世界挑戦で王座を獲得した[6]。
- 1975年
  - 4月1日 富山市体育館で開催された初防衛戦でエルビト・サラバリアと4年ぶりに再戦。15回1-2の判定負けを喫し、王座から陥落した。日本人ジャッジは花形を支持したものの、アメリカ人、フィリピン人ジャッジはサラバリアを支持。納得できない観客が会場から退場せず、警官隊が出動する騒ぎとなった[6]。
  - 10月7日 WBA世界王座に挑戦。王者サラバリアとのリマッチに15回判定負けで王座獲得ならず[6]。
- 1976年5月15日 WBC世界王座に挑戦。メキシコの英雄、ミゲル・カントに15回判定で敗れ王座獲得に失敗し[6]、引退した。

### 引退後
テレビ朝日『エキサイトボクシング』解説者を務めた後、1985年1月、花形ボクシングジム（設立時はMI花形ジム）を開設。長男である花形晋一もプロボクサー経験者で現在は花形ジム・マネージャー。2000年12月、教え子星野敬太郎がWBA世界ミニマム級王座を獲得。日本初の「師弟世界チャンピオン」になった。
2019年4月より、東日本ボクシング協会会長に就任。併せて、日本プロボクシング協会会長も兼任。
2022年の任期満了に伴い退任。

## 獲得タイトル
- 第20代日本フライ級王座（防衛4）
- 第22代日本フライ級王座（防衛1）
- WBA世界フライ級王座（防衛0）